# Tipula (Acutipula) langi
Tipula (Acutipula) langi is een tweevleugelige uit de familie langpootmuggen (Tipulidae). De soort komt voor in het Afrotropisch gebied.